# Dialektologija
Dialektologíja ali narečjeslóvje je panoga jezikoslovja, ki preučuje narečja (dialekte), tj. krajevne različice nenormiranega jezika. Pomemben vidik preučevanja je torej geografska komponenta.
Kot samostojna veda obstaja od 19. stoletja.